# Melvin Gordon
Melvin Gordon III (nascido em 13 de abril de 1993) é um jogador aposentado de futebol americano que jogava como running back na National Football League (NFL). Ele jogou futebol americano universitário na Universidade de Wisconsin e foi selecionado pelos Chargers na primeira rodada do Draft da NFL de 2015.
Ele se tornou o jogador com a segunda maior marca terrestre em uma única temporada na história da FBS com 2.587 jardas, ficando 41 jardas abaixo do recorde de Barry Sanders de 2.628 jardas em 1988.

## Primeiros anos
Gordon frequentou a Mary D. Bradford High School em Kenosha, Wisconsin, onde ele era uma estrela no futebol americano e no atletismo.
No futebol americano, ele marcou 1.098 jardas em 99 corridas além de cinco touchdowns recebidos. Ele foi uma seleção de Primeira-Equipe pela Associated Press e pela WFCA depois que ele correu para 2.009 jardas com 38 touchdowns em seu último ano. Gordon jogou no mesmo time que o cornerback Trae Waynes, que foi selecionado quatro posições a sua frente no Draft de 2015 pelo Minnesota Vikings.
Como um excelente atleta de atletismo, Gordon teve um dos melhores desempenhos do estado no salto em distância. No Racine Invitational de 2011, ele correu a corrida de 55 metros em 6,39 segundos e foi o campeão. Ele conquistou o segundo lugar na corrida de 100 metros na SEC Outdoor Conference de 2011, registrando um tempo de 10,95 segundos. No Campeonato Estadual de Atletismo de 2011, ele conquistou a prata no evento de salto em distância, depois de registrar um salto de 7,20 metros.
Considerado um recruta de quatro estrelas pela Rivals.com, Gordon foi classificado como o 24º melhor jogador do país. Ele foi classificado como o melhor jogador em Wisconsin pela ESPN.com.
Ele aceitou uma bolsa de estudos na Universidade de Wisconsin, rejeitando as ofertas de Iowa, Louisville e Michigan. Gordon se comprometeu originalmente com Iowa mas voltou atrás e escolheu Wisconsin.
| Nome | Cidade natal                                  | Escola   | Altura | Peso  | Data                  |
| --- | --------------------------------------------- | -------- | ------ | ----- | --------------------- |
| Melvin Gordon RB | Kenosha, WI                                   | Bradford | 1,85 m | 84 kg | 5 de dezembro de 2010 |
| Melvin Gordon RB | Recrutamento: Scout: Rivais: 247Sports: ESPN: |          |        |       |                       |
| - Nota: Em muitos casos, Scout, Rivals, 247Sports e ESPN podem entrar em conflito em suas listas de altura e peso, nestes casos, a média foi obtida - Fonte: |                                               |          |        |       |                       |

## Carreira na faculdade
Gordon frequentou a Universidade de Wisconsin-Madison, onde jogou pelo Wisconsin Badgers de 2011 a 2014 sob o comando dos treinadores Bret Bielema, Barry Alvarez e Gary Andersen.

### Temporada de 2011
Como calouro, Gordon jogou em três jogos correndo 20 vezes para 98 jardas com um touchdown.
Ele correu para seu primeiro touchdown contra Dakota do Sul em 24 de setembro.
Ele sofreu uma lesão na virilha e acabou perdendo a maior parte da temporada.

### Temporada de 2012

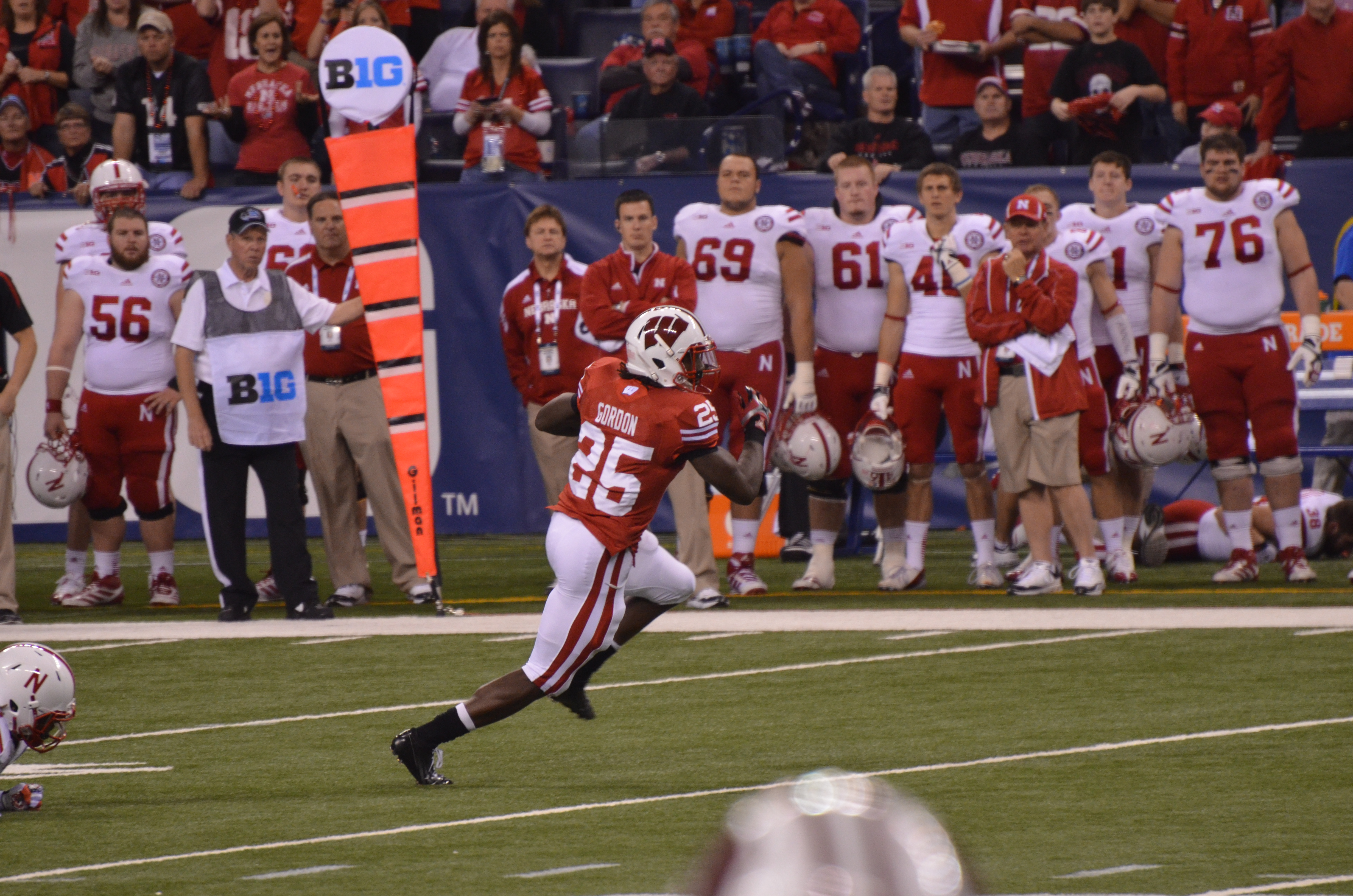
Gordon durante uma jogada de touchdown de 56 jardas na Final da Big Ten de 2012

Em 2012, Gordon foi a terceira opção para a posição de running back atrás de Montee Ball e James White.
Ele estabeleceu um recorde de 216 jardas em nove corridas, com média de 24 jardas por corrida, na Final da Big Ten de 2012 contra Nebraska, onde eles ganharam por 70-31. Durante o Rose Bowl de 2013, ele teve nove corridas para 51 jardas contra Stanford, mas Wisconsin perdeu por 20-14.  

### Temporada de 2013
Em dezembro de 2013, Gordon anunciou, após muita especulação, que voltaria a Wisconsin para sua terceira temporada. Ao explicar sua decisão, ele declarou que: "Eu amo a Universidade de Wisconsin e sinto que ainda há muito espaço para crescimento. Academicamente, mais um ano na universidade me ajudará a me aproximar da conclusão da minha graduação e ajudará minha equipe a recuperar o título da Big 12".
Na temporada de 2013, Gordon registrou 1.609 jardas terrestre com 12 touchdowns.

### Temporada de 2014

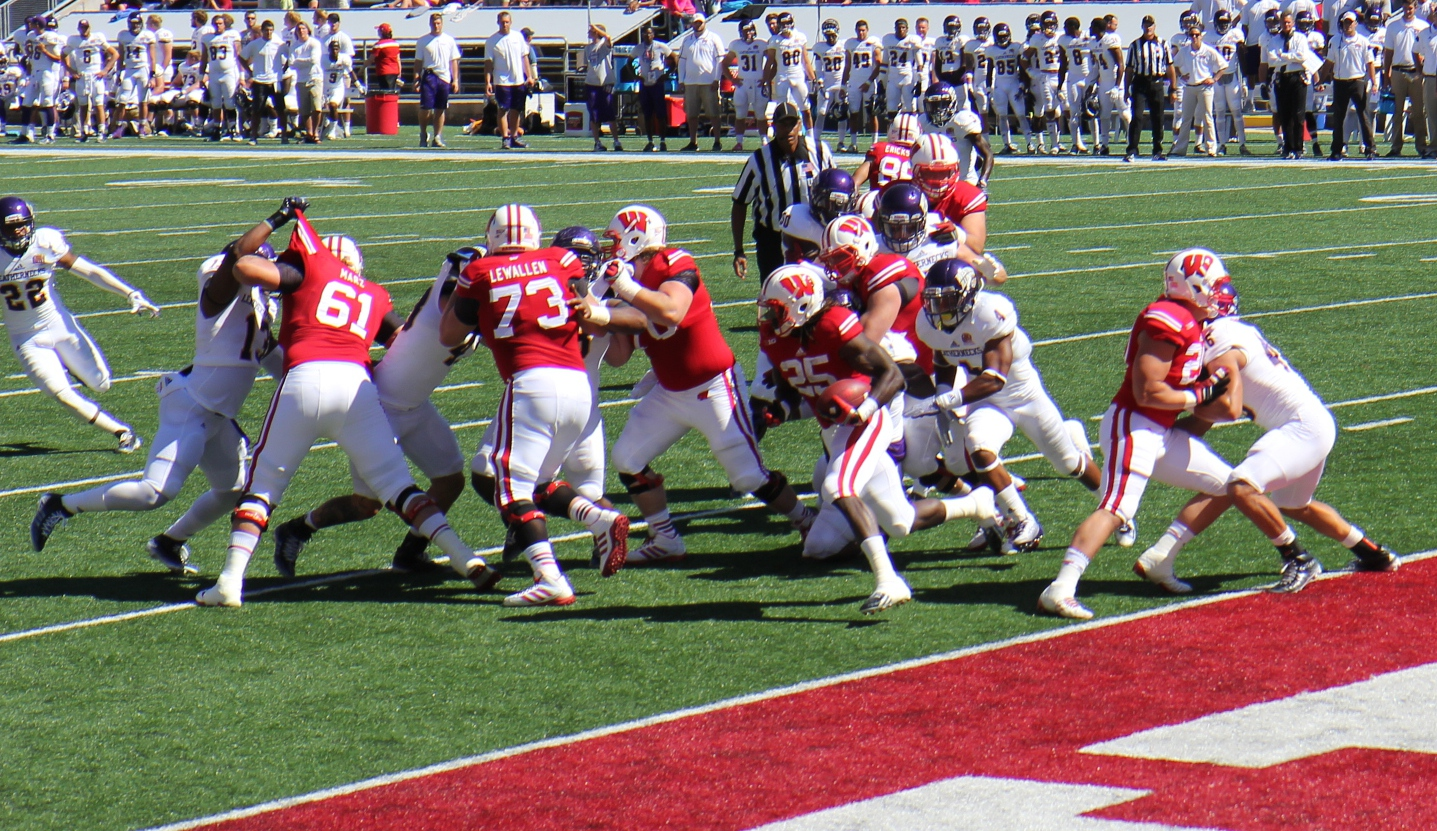
Correndo contra Illinois

A temporada de 2014 foi a primeira de Gordon como titular na posição de running back. Antes da temporada, Gordon era amplamente visto como um candidato ao Heisman Trophy.
Gordon começou a temporada com 16 corridas para 140 jardas contra LSU em 30 de agosto. O técnico de Wisconsin, Gary Andersen, foi criticado por ele ter apenas três corridas no segundo tempo e, quando questionado, Anderson afirmou que "não sabia por que Gordon teve corridas limitadas". Gordon afirmou à mídia após o jogo que ele não estava lesionado. No entanto, dois dias depois, Andersen afirmou que Gordon sentiu o seu quadril na última jogada do segundo quarto e que "estávamos tentando usar ele inteligentemente durante o resto do jogo". No segundo jogo da temporada contra Illinois, Gordon teve apenas 38 jardas em 17 corridas.
Em 20 de setembro contra Bowling Green, Gordon teve 253 jardas e 5 touchdowns terrestres. Apenas duas semanas depois, Gordon superou essa marca quando alcançou 259 jardas contra Northwestern.
Em 15 de novembro, Gordon estabeleceu o recorde de mais jardas em um único jogo da FBS com 408 jardas contra Nebraska. Gordon conseguiu essas jardas, além de quatro touchdowns, com apenas 25 corridas em três quartos do jogo. Gordon recebeu vários prêmios de Jogador da Semana por seu desempenho contra Nebraska.

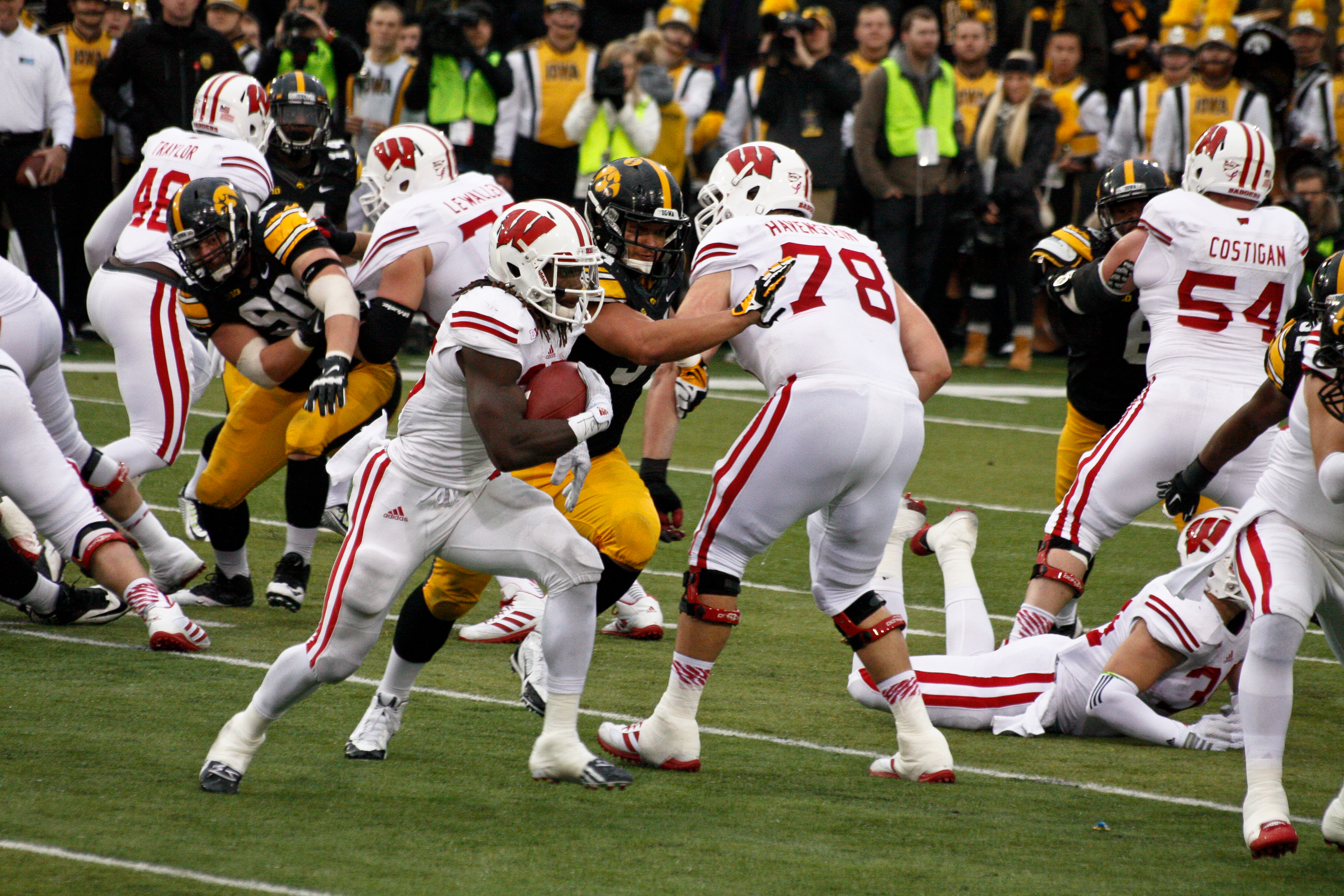
Gordon correndo contra a defesa de Iowa no Kinnick Stadium em 2014

Contra Iowa em 22 de novembro, Gordon correu para 200 jardas e teve quatro recepções para 64 jardas, liderando o time em ambas as categorias. Gordon passou de 2.000 jardas terrestres na temporada, apenas o 17º jogador na história da FBS a fazê-lo. Ele atingiu a marca de 2.000 jardas mais rápido do que qualquer um de seus antecessores, com apenas 241 corridas. No entanto, o recorde de Gordon em um único jogo foi quebrado por Samaje Perine com 427 jardas na semana seguinte. Quando Gordon soube que seu recorde havia sido quebrado, ele comentou: "Isso é decepcionante. Mas parabéns a esse cara; isso realmente não é fácil de fazer."  Gordon foi eleito o Jogador Ofensivo da Semana pela terceira vez nesta temporada, como resultado de sua performance contra Iowa.
Gordon venceu o Maxwell Award vencendo os quarterbacks Marcus Mariota e Dak Prescott. Em 1º de dezembro, Gordon foi nomeado o melhor Running Back da Big Ten. No dia seguinte, Gordon foi nomeado o Jogador Ofensivo do Ano da Big Ten.
Gordon foi um dos três finalistas do Heisman Trophy junto com Marcus Mariota e Amari Cooper. Gordon terminou em segundo no prêmio, perdendo para Mariota.
Gordon renunciou ao seu último ano de elegibilidade na faculdade e entrou no Draft da NFL de 2015.
No último jogo da faculdade de Gordon, o Outback Bowl de 2015, ele correu 251 jardas em uma vitória de 34-31 contra o Auburn. Ele estabeleceu o recorde do Outback Bowl com sua performance e foi nomeado MVP do jogo. Nessa temporada, ele teve 2.587 jardas, a segunda maior marca da história da FBS perdendo apenas para as 2.628 jardas de Barry Sanders em 1988.  

### Estatísticas
|       |           |       | Correndo | Correndo | Correndo | Correndo | Correndo | Correndo | Recebendo | Recebendo | Recebendo |
| Ano   | Equipe    | Jogos | Ten      | Jardas   | Média    | Longo    | TDs      | Média    | Rec       | Jardas    | TDs       |
| ----- | --------- | ----- | -------- | -------- | -------- | -------- | -------- | -------- | --------- | --------- | --------- |
| 2011  | Wisconsin | 3     | 20       | 98       | 4.9      | 14       | 1        | 32,7     | 0         | 0         | 0         |
| 2012  | Wisconsin | 14    | 62       | 621      | 10.0     | 60       | 3        | 44,4     | 2         | 65        | 1         |
| 2013  | Wisconsin | 13    | 206      | 1.609    | 7.8      | 80       | 12       | 123,8    | 1         | 10        | 0         |
| 2014  | Wisconsin | 14    | 343      | 2.587    | 7,5      | 88       | 29       | 184,8    | 19        | 153       | 3         |
| Total | Total     | 44    | 631      | 4.915    | 7.8      | 88       | 45       | 111,7    | 22        | 228       | 4         |

Fonte:

### Prêmios
- MVP do Outback Bowl (2015)
- Prêmio Doak Walker (2014)
- Troféu Jim Brown (2014)
- All-American unânime (2014)
- Primeira-Equipe da Big Ten (2014)
- Jogador Ofensivo do Ano da Big Ten (2014)
- Running Back do Ano da Big Ten (2014)
- 3× Jogador da Semana da Big Ten (semanas 4, 12, 13 em 2014)
- Segunda-Equipe da Big Ten (2013)

### Recordes
Recordes da FBS

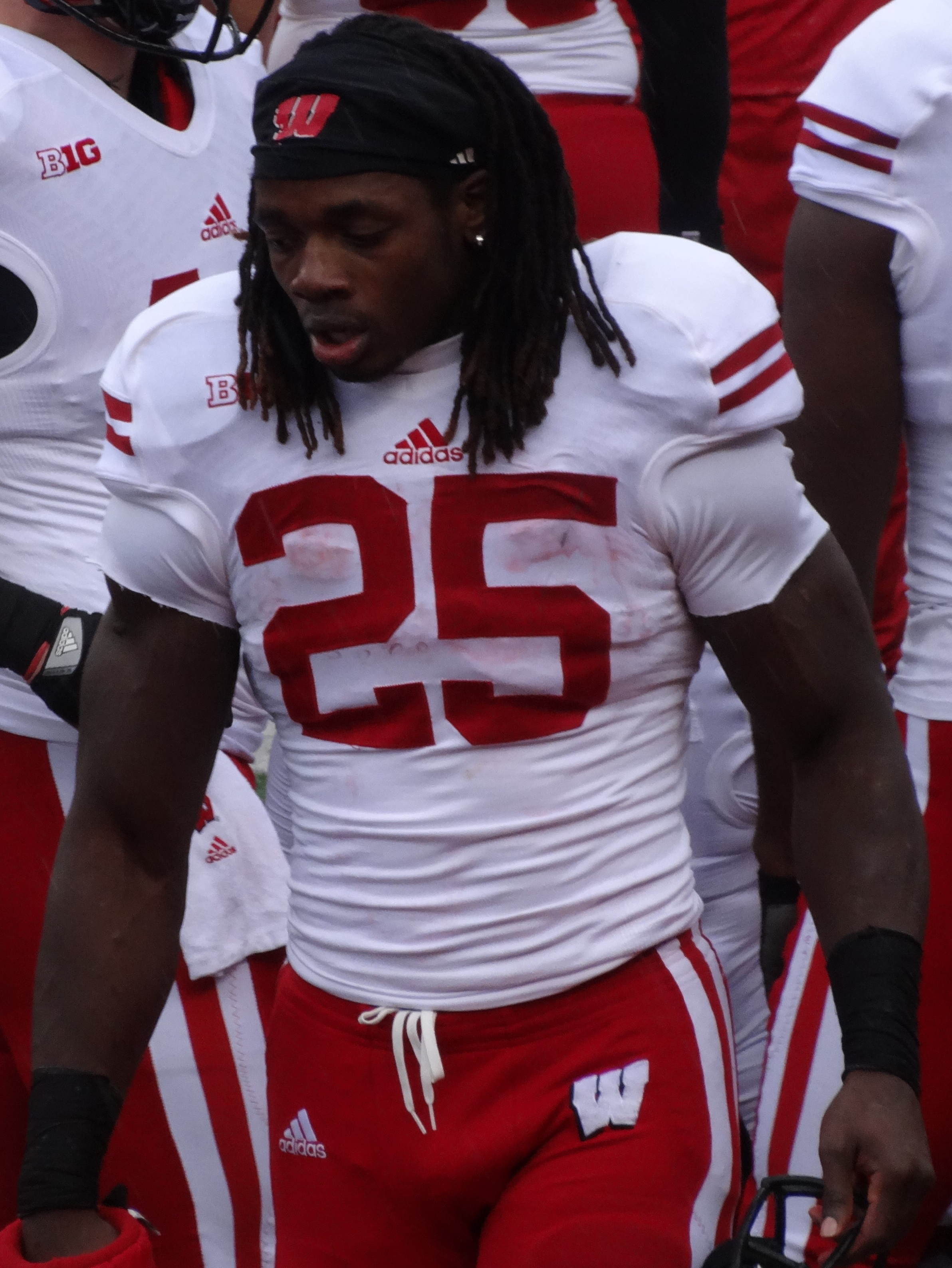
Gordon com o Wisconsin Badgers em 2014.

- O jogador mais rápido a atingir 2.000 jardas terrestre na temporada: 241 corridas (2014)[31]
- Média mais alta de jardas terrestres por corrida, carreira: 7,79

Recordes da Big Ten Conference
- Mais jardas terrestres, temporada: 2,587 (2014)[1]
- Mais jardas terrestres, conferência: 1.648 (2014)[42]
- Média mais alta de jardas por jogo, conferência: 206,0 (2014)
- Mais jardas terrestres, jogo: 408 (15 de novembro de 2014 vs. Nebraska)[26]

Recordes de Wisconsin
- Mais jardas terrestres, temporada: 2,587 (2014)[1]
- Mais jardas terrestres, jogo: 408 (15 de novembro de 2014 vs. Nebraska)[26]
- Mais jardas terrestres, pós-temporada: 251 (Outback Bowl de 2015)
- Mais jardas terrestres em três quartos: 189 (15 de novembro de 2014 vs. Nebraska)[43]
- Média mais alta de jardas por corrida, carreira (mín. 300 tentativas): 7,79 (2011–14)
- Média mais alta de jardas por corrida, temporada (mín. 100 tentativas): 7.81 (2013)
- Média mais alta de jardas por corrida, jogo (mín. 10 tentativas): 19,5 (20 de setembro de 2014 vs. Bowling Green)
- Mais touchdowns terrestres, jogo: 5 (empatado) (20 de setembro de 2014 vs. Bowling Green)
- Mais jogos com pelo menos 100 jardas terrestres, temporada: 12 (2014)
- Mais jogos com pelo menos 200 jardas terrestres, temporada: 6 (2014)

## Carreira profissional
Gordon se preparou para o NFL Combine no EXOS San Diego, em Carlsbad. No evento, ele estabeleceu um novo recorde para a corrida de 60 jardas com 11,0 segundos. No entanto, o recorde foi quebrado logo depois por Byron Jones, que teve um tempo de 10,98 segundos.
O San Diego Chargers selecionou Gordon na primeira rodada com a 15ª escolha geral. 
| Altura                          | Peso  | Comprimento do braço | Tamanho da mão | Corrida de 40 jardas | Corrida de 10 jardas | Corrida de 20 jardas | 20-ss  | 3-cone | Salto vertical | Amplo  | BP      |
| ------------------------------- | ----- | -------------------- | -------------- | -------------------- | -------------------- | -------------------- | ------ | ------ | -------------- | ------ | ------- |
| 1.84 m                          | 98 kg | 0.82 m               | 0.25 m         | 4.52 s               | 1.62 s               | 2.66 s               | 4.07 s | 7.04 s | 0.89 m         | 3.20 m | 19 reps |
| Todos os valores da NFL Combine |       |                      |                |                      |                      |                      |        |        |                |        |         |

### Temporada de 2015
Em 15 de maio de 2015, os Chargers assinaram com Gordon um contrato de quatro anos com garantia total de US $ 10,66 milhões e um bônus de assinatura de US $ 6 milhões. O contrato incluía uma opção de renovação para um quinto ano.
Gordon começou sua carreira profissional sendo nomeado titular como running back, à frente dos veteranos Danny Woodhead e Branden Oliver. Em 13 de setembro de 2015, ele jogou seu primeiro jogo profissional contra o Detroit Lions e terminou o jogo com 14 corridas, 51 jardas terrestres, três recepções, 16 jardas recebidas e um fumble perdido.
Na semana 2, ele carregou a bola 16 vezes para 88 jardas e fez uma recepção de 10 jardas em uma derrota de 24-19 contra o Cincinnati Bengals. Em 12 de outubro de 2015, Gordon teve sete recepções para 52 jardas e 42 jardas em 15 corridas em uma derrota de 20-24 para o Pittsburgh Steelers. Na semana 6 contra o Green Bay Packers, ele fez sete corridas para 29 jardas e perdeu dois fumbles na derrota por 20-27.
Após seis partidas consecutivas como titular, Gordon começou a Semana 7 como reserva contra o Oakland Raiders. Ele terminou o jogo com sete corridas para 29 jardas. Gordon voltou ao seu papel de titular no jogo seguinte contra o Baltimore Ravens e carregou a bola 18 vezes para 54 jardas em uma derrota de 26-29. Em seu último jogo da temporada, ele teve 15 corridas para 41 jardas em uma vitória por 30-14 sobre o Miami Dolphins.
Em 21 de dezembro de 2015, Gordon sofreu uma lesão no joelho contra o Miami Dolphins e foi descartado para o resto da temporada. Ele terminou sua temporada de estreia com 184 corridas, 641 jardas terrestres, 33 recepções, 192 jardas recebidas, seis fumbles e nenhum touchdowns em 14 jogos.

### Temporada de 2016
Em 10 de maio de 2016, foi revelado que Gordon havia passado por uma cirurgia em janeiro mas estaria pronto para os primeiros treinos e outras atividades.
Em 11 de setembro de 2016, Gordon marcou seus dois primeiros touchdowns terrestres da carreira na abertura da temporada contra o Kansas City Chiefs. Ele terminou o jogo com 14 corridas para 57 jardas.
Depois que Danny Woodhead rasgou seu ACL na semana 2, Gordon se tornou o principal running back dos Chargers na temporada de 2016.
Na semana 2, contra o Jacksonville Jaguars, ele terminou com 24 corridas para 102 jardas e um touchdown. No jogo seguinte contra o Indianapolis Colts, ele foi limitado a apenas 35 jardas mas registrou seu quarto touchdown da temporada. No jogo seguinte, contra o New Orleans Saints, ele terminou com apenas 36 jardas, mas teve mais dois touchdowns.
Após dois jogos sem ter feito touchdown, ele registrou 68 jardas e dois touchdowns contra o Atlanta Falcons. No jogo seguinte, contra o Denver Broncos, ele terminou com 23 corridas para 111 jardas. Na semana 9, contra o Tennessee Titans, ele teve o seu melhor jogo da temporada com 32 corridas para 196 jardas e um touchdown. Nas últimas quatro partidas da temporada regular, ele totalizou 229 jardas e um touchdown antes de se machucar.
Ele terminou a temporada com 997 jardas e 10 touchdowns terrestre, além de 41 recepções para 419 jardas e dois touchdowns. Gordon perdeu os três últimos jogos da temporada depois de sofrer lesões no quadril e no joelho, terminando a apenas três jardas da marca de 1.000 jardas terrestre. Gordon foi nomeado para o seu primeiro Pro Bowl como um substituto para Le'Veon Bell.

### Temporada de 2017
Em 11 de setembro de 2017, no jogo de abertura da temporada contra o Denver Broncos no Monday Night Football, Gordon teve 18 corridas para 51 jardas e cinco recepções para 25 jardas e um touchdown. Nas semanas 2 e 3, ele registrou apenas um touchdown terrestre.
Na semana 5, Gordon correu 105 jardas em 20 corridas e teve seis recepções para 58 jardas e dois touchdowns em uma vitória por 27–22 sobre o New York Giants. Por essa performance, ele foi eleito o Jogador Ofensivo da Semana da AFC.
No jogo seguinte, contra o Oakland Raiders, ele registrou 83 jardas terrestres, um touchdown, 67 jardas recebidas e um touchdown. Em 29 de outubro, contra o New England Patriots, ele teve um touchdown de 87 jardas no primeiro quarto. Ele terminou com 132 jardas terrestre e um touchdown.  Ele teve um touchdown terrestre nos três jogos das semanas 14,15 e 16.
No geral, na temporada de 2017, Gordon terminou com 1.105 jardas, oito touchdowns terrestres, 58 recepções, 476 jardas e quatro touchdowns.

### Temporada de 2018
Em 2 de maio de 2018, os Chargers aceitaram a opção de quinto ano no contrato de Gordon.
Na abertura da temporada de 2018 contra o Kansas City Chiefs, Gordon registrou 64 jardas terrestre, além de nove recepções para 102 jardas recebidas. Na semana 2, contra o Buffalo Bills, ele teve três touchdowns totais (um correndo e dois recebendo) em uma vitória por 31-20. Na semana 4, contra o San Francisco 49ers, ele teve 104 jardas terrestres, 55 jardas recebidas e um touchdown. Na semana 6, contra o Cleveland Browns, ele teve 132 jardas e três touchdowns em uma vitória. Na semana 9, contra o Seattle Seahawks, ele teve 113 jardas e um touchdown. Na semana 10, contra o Oakland Raiders, Gordon correu para 93 jardas e teve cinco recepções para 72 jardas e um touchdown na vitória de 20–6. No jogo seguinte contra o Denver Broncos, ele totalizou 156 jardas de scrimmage na derrota por 23-22.
Na semana 12, contra o Arizona Cardinals, ele sofreu uma lesão no LCM e foi afastado do jogo seguinte contra o Pittsburgh Steelers. Ele voltou a jogar na Semana 16 contra o Baltimore Ravens.
No geral, ele terminou a temporada regular de 2018 com 885 jardas e dez touchdowns terrestres, 50 recepções para 590 jardas e quatro touchdowns.
No Wild Card contra o Baltimore Ravens, ele teve 40 jardas e um touchdown em uma vitória por 23-17. No Divisional Round contra o New England Patriots, ele ficou limitado a 15 jardas e um touchdown na derrota por 41-28.

### Temporada de 2019
Em fevereiro de 2019, Gordon mudou seu número de camisa de 28 para 25. Ele usava 25 ao longo de sua carreira na Universidade de Wisconsin.
Em 13 de julho de 2019, Gordon disse aos Chargers que, se ele não receber um novo contrato, ele exigirá ser negociado. Seu objetivo era ganhar tanto dinheiro quanto Todd Gurley, David Johnson e Le'Veon Bell. Gordon afirmou: "Eu sei meu valor. Eu sei o que trago para essa equipe e quero manter isso." Em 16 de julho de 2019, Gordon declarou que "eu quero acabar a minha carreira nos Chargers, essa é minha casa. Eu não vou sentar aqui e ficar tipo, eu não quero voltar para os Chargers. Essa é a equipe que me abençoou com uma oportunidade. Eles mudaram a minha vida. Das 32 equipes, essa foi a que chamou. Não posso esquecê-los por isso."

### Estatísticas
| Ano      | Time     | Jogos      | Jogos   | Correndo | Correndo | Correndo | Correndo | Correndo | Recebendo | Recebendo | Recebendo | Recebendo | Recebendo | Fumbles | Fumbles  |
| Ano      | Time     | Disputados | Titular | Corridas | Jardas   | Média    | Lng      | TD       | Rec       | Jardas    | Média     | Lng       | TD        | Fum     | Perdidos |
| -------- | -------- | ---------- | ------- | -------- | -------- | -------- | -------- | -------- | --------- | --------- | --------- | --------- | --------- | ------- | -------- |
| 2015     | SD       | 14         | 12      | 182      | 641      | 3,5      | 27       | 0        | 33        | 192       | 5,8       | 18        | 0         | 6       | 4        |
| 2016     | SD       | 13         | 11      | 254      | 997      | 3,9      | 48       | 10       | 41        | 419       | 10,2      | 35        | 2         | 2       | 2        |
| 2017     | LAC      | 16         | 16      | 284      | 1 105    | 3,9      | 87E      | 8        | 58        | 476       | 8,2       | 49        | 4         | 1       | 0        |
| 2018     | LAC      | 12         | 12      | 175      | 885      | 5,1      | 34E      | 10       | 50        | 490       | 9,8       | 66E       | 4         | 1       | 0        |
| 2019     | LAC      | 12         | 11      | 162      | 612      | 3,8      | 24       | 8        | 42        | 296       | 7,0       | 25        | 1         | 4       | 3        |
| 2020     | DEN      | 15         | 10      | 215      | 986      | 4,6      | 65       | 9        | 32        | 158       | 4,9       | 20        | 1         | 4       | 4        |
| 2021     | DEN      | 16         | 16      | 203      | 918      | 4,5      | 70E      | 8        | 28        | 213       | 7,6       | 30        | 2         | 3       | 3        |
| 2022     | DEN      | 10         | 6       | 90       | 318      | 3,5      | 17       | 2        | 25        | 223       | 8,9       | 24        | 0         | 5       | 2        |
| Carreira | Carreira | 108        | 94      | 1 567    | 6 462    | 4,1      | 87E      | 55       | 309       | 2 467     | 8,0       | 66E       | 14        | 26      | 18       |